# Constante elétrica
A constante elétrica representa a permissividade elétrica ou permitividade elétrica do vácuo. É uma constante física denotada por {\displaystyle \varepsilon _{0}} e definida por:
{\displaystyle \varepsilon _{0}={\frac {1}{\mu _{0}c^{2}}}}
onde:
{\displaystyle \mu _{0}} é a constante magnética ou permeabilidade do vácuo;
{\displaystyle c} é a velocidade da luz no vácuo.

Como tanto {\displaystyle \mu _{0}} quanto {\displaystyle c} são definidos exatamente, o valor de {\displaystyle \varepsilon _{0}} também é exato, ou seja, constante. Seu valor aproximado é, em unidades SI:
{\displaystyle \varepsilon _{0}=8{,}854\ 187\ 817\dots \times 10^{-12}} F·m-1 = {\displaystyle 8{,}854\ 187\ 817\dots \times 10^{-12}}  C2·N-1·m-2 

## Aplicações
A constante elétrica está relacionada à capacidade de um meio (no caso do vácuo) permitir a propagação de campos elétricos. A Lei de Coulomb, que descreve a interação entre duas cargas elétricas (q e Q), separadas a uma distância r, inclui essa constante e é fundamental para entender fenômenos elétricos em várias áreas da física. Sua definição é dada por:

{\displaystyle F=k{\frac {q\cdot Q}{r^{2}}}},

sendo {\displaystyle k} é uma constante determinada experimentalmente, chamada de constante eletrostática ou constante de Coulomb, que tem valor no SI:

{\displaystyle k=8,99\times 10^{9}N\cdot m^{2}\cdot C^{-2}}

Por motivos históricos e para simplificar outras expressões, essa constante {\displaystyle k} é muitas vezes escrita na forma:

{\displaystyle k={\frac {1}{4\pi \varepsilon _{o}}}}
Assim, a Lei de Coulomb é expressa como:
{\displaystyle F=\left({\frac {1}{4\pi \varepsilon _{o}}}\right){\frac {q\cdot Q}{r^{2}}}} 
Como F = E.Q, sendo E o campo elétrico da carga q, vemos a constante elétrica em:

{\displaystyle E=\left({\frac {1}{4\pi \varepsilon _{o}}}\right){\frac {q}{r^{2}}}} 

## Origem
A constante de permissividade no vácuo, ε0, está conectada ao desenvolvimento da teoria eletromagnética, que teve seus fundamentos estabelecidos nos séculos XIX por Michael Faraday e James Clerk Maxwell.
O papel de Michael Faraday foi crucial no entendimento dos fenômenos elétricos e magnéticos, conduzindo experimentos que influenciaram a percepção da relação entre esses dois domínios.
James Clerk Maxwell, por sua vez, unificou as teorias elétrica e magnética de Faraday em um conjunto de equações conhecidas como Equações de Maxwell. Essas equações descrevem a interação e propagação de campos elétricos e magnéticos no espaço. Ao incorporar a constante de permissividade no vácuo, Maxwell formulou suas equações de modo a explicar a propagação de ondas eletromagnéticas, incluindo a luz.
A introdução da constante de permissividade permitiu a Maxwell teorizar a existência de ondas eletromagnéticas, uma previsão revolucionária na época. Essa teoria unificada do eletromagnetismo foi um marco histórico na Física, impulsionando avanços significativos na compreensão e aplicação da eletricidade e magnetismo.
1. 1 2  Griffiths, David J. (2010). Eletrodinâmica. [S.l.]: Pearson. p. 43. ISBN 9788576058861
2. ↑  Nussenzveig, H. Moysés (1997). Curso de Física Básica. 3 5ª ed. ed. [S.l.]: Edgard Blücher Ltda. p. 8. ISBN 8521201346